# 7 juillet 1997
Le lundi 7 juillet 1997 est le 188e jour de l'année 1997.

## Naissances
- Ander Guevara, footballeur espagnol
- Bowen Becker, nageur américain
- Erina Ikuta, chanteuse, actrice, danseuse et mannequin japonaise
- Kenzie Reeves, actrice pornographique américaine
- Magnus Rød, handballeur norvégien
- Martynas Echodas, joueur de basket-ball lituanien
- Medina Warda Aulia, joueuse d'échecs
- Mia Mckenna-Bruce, actrice britannique
- Mia Mckenna-Bruce, actrice britannique
- Mohamed Sadek, joueur de football égyptien
- Myles Powell, joueur de basket-ball américain
- Sasa Kalajdzic, footballeur autrichien
- Ty Jerome, joueur de basket-ball américain
- Yohan Roche, footballeur français

## Décès
- Alphonse De Winter (né le 12 septembre 1908), footballeur belge
- Francesco Albani (né le 25 mai 1912), coureur cycliste italien
- Jean Luciano (né le 2 janvier 1921), joueur de football français
- Mate Boban (né le 12 février 1940), homme politique croato-bosniaque
- Oku Mumeo (née le 24 octobre 1895), femme politique japonaise

## Événements
- Découverte de (10200) Quadri
- Découverte de (24947) Hausdorff
- 2e étape du Tour de France 1997
- Fondation d'Aozora bunko au Japon
- Sortie du jeu vidéo Bloody Roar
- Sortie du single D'You Know What I Mean? du groupe Oasis
- Début de la série d'animation américain Johnny Bravo
- Sortie du single Risingson du groupe Massive Attack
- Sortie de l'album Vanishing Point de Primal Spring
- Création du comic strips Zits